# Sigismund von Kollonitz

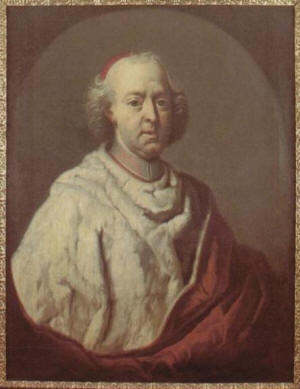
Sigismund Kardinal von Kollonitz (Porträt von Jacob van Schuppen nach 1726)

Sigismund Graf Kollonitz von Kollógrad, auch: Kollonitsch, Kollonich, Kollonics, Collonicz (* 30. Mai 1677 in Wien; † 12. April 1751 ebenda) war nach 1700 Titularbischof von Scutari, wurde 1709 Bischof von Waitzen (ungar. Vác), war von 1716 bis 1722 Fürstbischof der Diözese Wien und von 1722 bis 1751 der erste Fürsterzbischof von Wien. Er wurde 1727 zum Kardinalpriester von Santi Marcellino e Pietro erhoben, erhielt 1740 als Kardinalpriester die Titelkirche San Crisogono und 1747 von Kaiser Franz I. den Titel Protector Germaniae.

## Leben

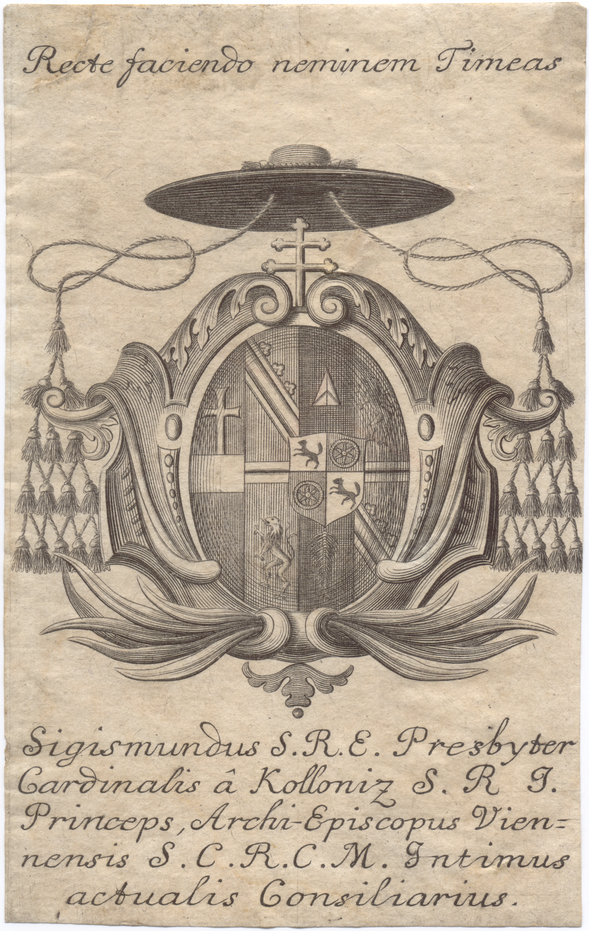
Ex Libris mit dem Wappen des Kardinals

Sigismund war der jüngste Sohn von Ulrich Reichsgraf Kollonitz von Kollegrád, Freiherrn zu Burgschleinitz und Haindorf auf Jedenspeigen und Groß-Schützen und der Regina Freiin von Speidl. Sein Bruder Leopold Ignaz war Karmelit, apostolischer Missionär in Indien und Titularbischof von Anastasiopel, sein Onkel Leopold Karl Graf von Kollonitz war der berühmte Kardinal-Primas von Ungarn, zuvor 1679 bis 1685 Bischof von Wiener Neustadt, der ihn förderte.
Nach dem Besuch des Jesuitenkonvikts in Neuhaus (Böhmen) studierte er am deutschen Kolleg des Apollinaris in Rom und wurde promoviert zum Doktor der Theologie. Am 22. Oktober 1699 wurde er in Wien zum Priester geweiht, war bereits 1700 Domherr in Gran (Ungarn) und wurde zum Titularbischof von Scutari geweiht. Ab 1705 war er Königlicher Ungarischer Rat und ab 14. Oktober 1709 Bischof von Waitzen (ungar. Vác), wo er das Piaristenkollegium stiftete.
Am 1. Juli 1716 wurde er Fürstbischof der Diözese Wien. Gemeinsam mit Kaiser Karl VI. bemühte er sich bei Papst Clemens XI. um eine Erhebung Wiens zur Erzdiözese. Der Passauer Fürst-Bischof Raymund Ferdinand Graf von Rabatta versuchte dies zu verhindern, doch am 6. März 1721 stimmte die Kongregation in Rom zu. Erst am 1. Juni 1722 folgte der Beschluss des Konsistoriums der Kardinäle. Am 14. Februar 1723 wurde die von Papst Innozenz XIII. unterzeichnete Erhebungsbulle Suprema dispositione nach Wien gebracht. Kollonitz führte seither den Titel Fürsterzbischof, dem die Diözese Wiener Neustadt als Suffraganbistum unterstellt wurde. 1729 wurde das Wiener Diözesangebiet erweitert, als vom Bistum Passau das Gebiet Unter dem Wienerwald (mit den Pfarren zwischen Wien und Wiener Neustadt) abgetrennt wurde.
Von Papst Benedikt XIII. am 26. November 1727 zum Kardinal erhoben und zugleich zum Kardinalpriester von Santi Marcellino e Pietro ernannt, wechselte Kollonitz 1740 die Titelkirche und wurde Kardinalpriester von San Crisogono. Bereits 1747 hatte der Kardinal von Kaiser Franz I. den Titel Protector Germaniae verliehen bekommen. Er nahm am Konklave 1740 teil. 
Er war ein eifriger Bischof, der von seinen Priestern die Teilnahme an jährlichen Exerzitien und das Tragen von klerikaler Kleidung verlangte. 1719 führte er auch Exerzitien für Laien ein. Für die Protestanten bestellte er einen eigenen Konvertitenpriester. Er erhöhte das Stiftungskapital für die Priesterausbildung in St. Barbara und St. Stephan. 1727 erwarb er ein Gartenpalais in Wien-Landstraße, das er zu einem Armenhaus umbauen ließ; dieses wurde ab 1784 vergrößert und zum Invalidenhaus adaptiert. 1730 führte er eine Generalvisitation seiner Diözese durch. Ein Jahr später erwarb er in Biedermannsdorf einen Freihof und ließ an dessen Stelle ein barockes Schloss errichten, das er bei seinem Tod seinem Adoptivsohn hinterließ.
Er konnte auch den Rechtsstreit mit dem Domkapitel von St. Stephan für sich entscheiden, als ihm der Papst die Jurisdiktion über die Domherren übertrug. Im Gegenzug erhob er 1728 den Dompropst, Josef Heinrich Braitenbücher, zum Generalvikar und Weihbischof.
Da er der Letzte des Geschlechts der Reichsgrafen Kollonitz war, adoptierte er 1728 den Sohn der Halbschwester seines Vaters Ladislaus Freiherren Zay von Csömör. Er setzte ihn zum Erben seiner Herrschaften mit der Bedingung ein, dass er und alle seine Nachkommen, mit gänzlicher Weglassung ihres bisherigen Namens und Wappens, sich nur allein Graf und Gräfin von Kollonitz (Kollonitsch) nennen und schreiben sollten.
Sein Grab befindet sich in der Bischofsgruft des Wiener Stephansdoms.
Kardinal Graf Kollonitsch war mit dem Schulorden der Piaristen eng verbunden, sein Wappen ziert die Fassade der Wiener Piaristenkirche Maria Treu.